# Alantoin
Alantoin (též allantoin) je dusíkatá organická látka na bázi močoviny, která je pro své výrazné regenerační účinky s oblibou využívána v kosmetice i farmakologii. Má vzhled bílého krystalického prášku a je produktem metabolismu kyseliny močové u většiny savců (s výjimkou vyšších primátů, jako je člověk). U neprimátích savců vzniká alantoin oxidací kyseliny močové pomocí urát oxidázy.

## Výskyt
Alantoin je produktem purinového metabolismu a je přítomen v jejich moči. Objeven byl původně v alantoisové tekutině. Lze jej však nalézt také v řadě rostlin – např. v kostivalu lékařském (Symphytum officinale).

## Význam
Alantoin má regenerační účinky, podporuje hojení pokožky, sliznic, a zlomenin (podporuje tvorbu tkáně, která spojuje úlomky kostí po zlomenině), a pro tyto cenné vlastnosti je hojně využíván v kosmetologii i lékařství. Můžeme jej najít v krémech či dalších kosmetických přípravcích podporujících hojivé procesy (krémy proti akné, čisticí a zklidňující tonika, regenerační pleťové krémy, sprchové gely či šampóny, užívá se při léčení ran a vředů, atd). Alantoin se též užívá vnitřně – při léčbě poškození sliznic, hlavně sliznic hltanu a žaludku (léčení žaludečních vředů), je častou přísadou přípravků určených pro ústní hygienu – zubních past, ústních kloktadel používaných při špatně se hojících zánětech dutiny ústní (obzvláště při paradentóze) a řady dalších farmaceutických aplikací (ušní či oční kapky, atd.).